# Droits LGBT au Gabon

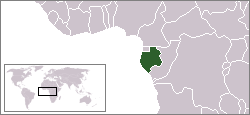
Localisation du Gabon.

Les personnes lesbiennes, gays, bisexuelles et transgenres (LGBT) au Gabon peuvent faire face à des difficultés légales que ne connaissent pas les résidents non-LGBT.

## Législation sur l'homosexualité
Avant 2019, l'homosexualité n'était pas visée dans le Code pénal du Gabon. En 2019, un nouveau Code pénal entre en vigueur, comptant parmi les atteintes aux mœurs : « les relations sexuelles entre personnes du même sexe », punissables de six mois de prison au plus et de 5 000 000 franc CFA au plus. 
Le 23 juin 2020, les législateurs de la chambre basse du parlement gabonais votent la dépénalisation de l'homosexualité,. Le texte est adopté au Sénat le 29 juin suivant, et signé par le président Ali Bongo le 7 juillet.
À la suite du coup d'État de 2023, le gouvernement de transition met en place un processus de demande de propositions pour le ministère de la Réforme des institutions, et de nombreuses voix réclament un retour sur la loi de dépénalisation de 2020. Le 16 novembre 2024, une proposition de consitution est ratifiée ; celle-ci ne pénalise pas l'homosexualité mais contient une définition du mariage excluant les couples de même sexe.

## Reconnaissance légale des couples homosexuels
Les couples homosexuels ne bénéficient d'aucune reconnaissance légale. 
En 2013, un mariage homosexuel non officiel a amené les autorités à déclarer leur opposition à la légalisation du mariage homosexuel.

## Adoption homoparentale
L'adoption homoparentale n'est pas autorisée[réf. souhaitée].

## Tableau récapitulatif
| Dépénalisation de l’homosexualité                                                   | Depuis 2020 |
| Majorité sexuelle identique à celle des hétérosexuels                               | (18 ans)    |
| Interdiction des discours de haine contre les LGBT                                  | Non         |
| Interdiction de la discrimination liée à l'orientation sexuelle à l'embauche        | Non         |
| Interdiction de la discrimination liée à l'identité de genre dans tous les domaines | Non         |
| Mariage civil ou partenariat civil                                                  | Non         |
| Adoption conjointe dans les couples de personnes de même sexe                       | Non         |
| Adoption par les personnes homosexuelles célibataires                               | Non         |
| Droit pour les gays de servir dans l’armée                                          | Non         |
| Droit de changer légalement de genre (après stérilisation)                          | Non         |
| Gestation pour autrui pour les gays                                                 | Non         |
| Accès aux FIV pour les lesbiennes                                                   | Non         |
| Autorisation du don de sang pour les HSH                                            | Non         |